# Speonectes tiomanensis
Speonectes tiomanensis é uma espécie de peixe actinopterígeo da família Balitoridae.
Apenas pode ser encontrada na Malásia.